# Prosaptia immersa
Prosaptia immersa är en stensöteväxtart som först beskrevs av Garth Brownlie och som fick sitt nu gällande namn av Barbara S. Parris.
Prosaptia immersa ingår i släktet Prosaptia och familjen Polypodiaceae. Inga underarter finns listade i Catalogue of Life.